# Leonidivka, Nijîn
Leonidivka (în ucraineană Леонідівка) este un sat în comuna Viktorivka din raionul Nijîn, regiunea Cernihiv, Ucraina.

## Demografie
Componența lingvistică a localității Leonidivka
     Ucraineană (99,6%)
     Alte limbi (0,4%)
Conform recensământului din 2001, majoritatea populației localității Leonidivka era vorbitoare de ucraineană (99,6%), existând în minoritate și vorbitori de alte limbi.